# ساندرا بيبودي
ساندرا بيبودي (بالإنجليزية: Sandra Cassel)‏ هي كاتبة سيناريو وممثلة أمريكية، ولدت في 15 يونيو 1952 في الولايات المتحدة.

## أعمال

### أفلام
- (1972) البيت الأخير على اليسار

## وصلات خارجية
- ساندرا بيبودي على موقع IMDb (الإنجليزية)
- ساندرا بيبودي على موقع روتن توميتوز (الإنجليزية)
- ساندرا بيبودي على موقع قاعدة بيانات الفيلم (الإنجليزية)